# Bernard Ayglier
Bernard Ayglier   (né vers 1216  à Lyon, mort  le 4 avril 1282 au Mont-Cassin) est un moine bénédictin français devenu cardinal.

## Biographie
Bernard Ayglier est auditeur à la Rote romaine en  1244. Il devient abbé de Saint-Honorat de Lérins  en 1256. Il est conseiller privé du roi Charles d'Anjou. En 1263 il est nommé abbé de l'abbaye du Mont-Cassin par le pape Urbain IV. Il rappelle les moines en exil et fait fleurir la discipline monastique. Il fonde un hôpital à S. Germano et y donne une église aux dominicains sur demande de Thomas d'Aquin {source à préciser}.
Le pape Clement IV le crée cardinal lors d'un consistoire en  1265 ou 1268. Ayglier est légat apostolique en France contre les albigeois et à Constantinople contre les schismatiques. Il ne participe à aucun conclave.

### Sources
- Fiche du cardinal sur le site fiu.edu